# Teroplas hermani
Teroplas hermani is een keversoort uit de familie netschildkevers (Lycidae). De wetenschappelijke naam van de soort werd in 2006 gepubliceerd door Sergey Vasiljevich Kazantsev.